# 韋氏鳥屬
巨大韦氏鸟（學名：Wellnhoferia grandis，误译为乌禾尔龙）是一屬史前鳥類，是始祖鳥的近親。牠生存於侏羅紀晚期的德國。若烏禾爾龍像始祖鳥，牠會有一條短尾巴，而第四趾比始祖鳥較短。波蘭弗羅茨瓦夫大學的Andrzej Elżanowski指這些分別是因系統發生的縮小，而非個別性的差異。
韦氏鸟的模式種其實是始祖鳥的索倫霍芬標本（編號BSP 1999）。這個標本是於1960年代在德國近愛希施泰特發現，並於1988年由彼得·沃爾赫費爾（Peter Wellnhofer）描述成始祖鳥的其中一個標本。它現時被放置在索倫霍芬的市長穆樂博物館內。最初牠被一業餘古生物學家分類成美頜龍。

韦氏鸟的復原圖

雖然Elżanowski發現了韦氏鸟及始祖鳥的明顯分別，但傑拉爾德·梅爾（Gerald Mayr）等人的研究指出韦氏鸟其實是印石板始祖鳥的一個標本。Phil Senter及James Robins於2003年卻支持Elżanowski新屬的建議。

## 外部連結
- 古生物數據庫 （页面存档备份，存于）